# Ngemboh
Ngemboh is een bestuurslaag in het regentschap Gresik van de provincie Oost-Java, Indonesië. Ngemboh telt 2937 inwoners (volkstelling 2010).